# Ислам в Непале

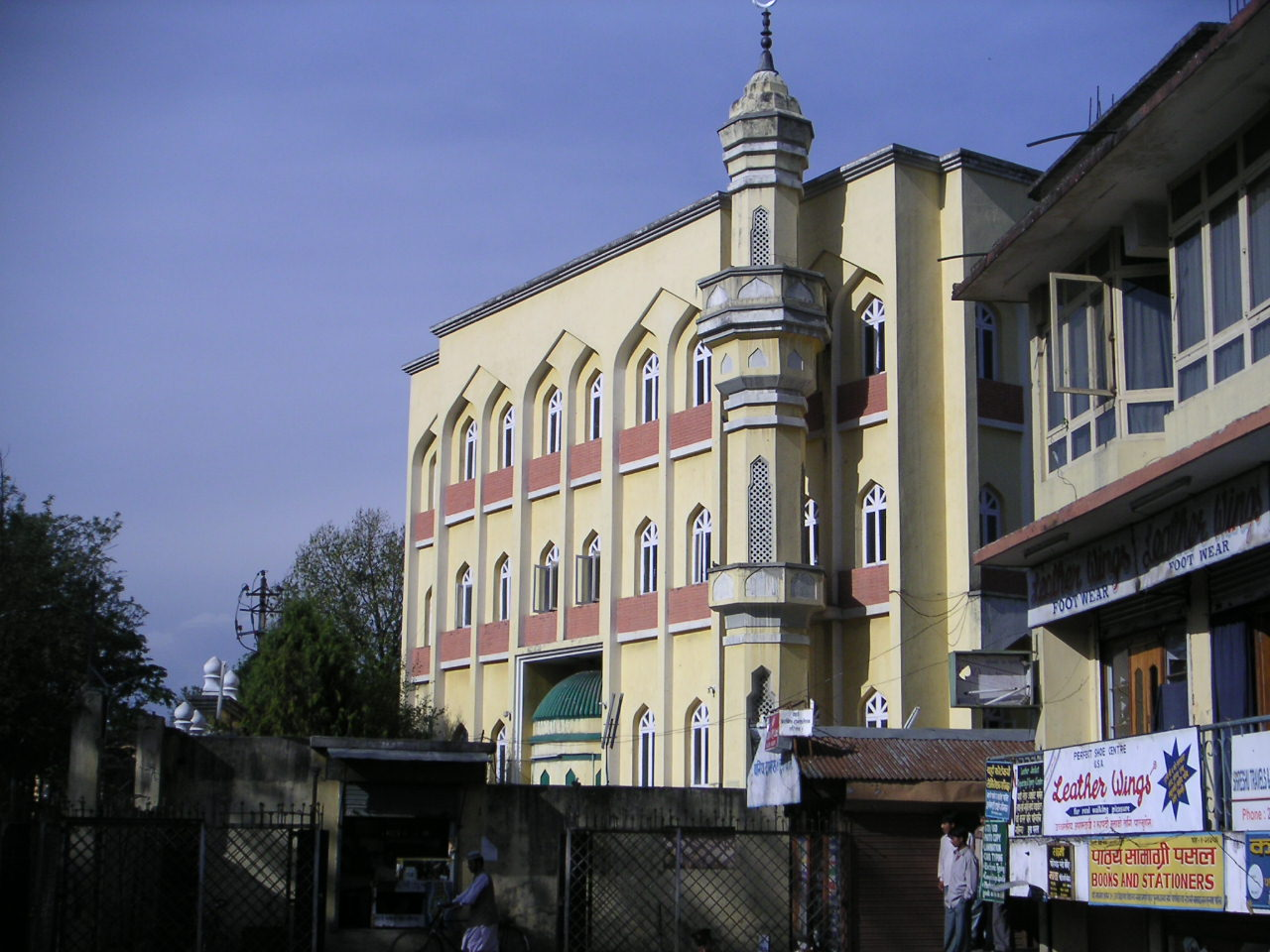
Мечеть в Катманду

Ислам является третьей по численности религией Непала после индуизма и буддизма. Согласно переписи населения 2011 года, доля мусульман составляла 4,4 % населения страны.
Считается, что ислам в Непал принесли индийские мусульмане, которые приезжали в эти земли и поселялись здесь. По данным переписи населения 2006 года доля мусульман среди жителей Непала составляла 4,2 % (971 056 человек). Однако более поздние оценки показывают, что мусульмане составляют примерно 5-10 % населения.
Ислам распространён преимущественно в южных районах страны, приграничных с Индией. Раутахат — район с самой высокой долей мусульманского населения в Непале (19,7 %). В то же время в большинстве северных и центральных районов страны доля мусульманского населения не превышает 0,5 %.